# 兰州 (隋朝)
兰州，中国古代设置的一个州，治所在今甘肃省兰州市。
隋文帝开皇三年（583年），因金城郡城南有皋兰山，改金城郡为兰州，置兰州总管府，治所在子城縣（后改為金城縣、五泉縣，今甘肃省兰州市）。大业三年（607年），改兰州为金城郡。管理今蘭州市、臨洮縣等地。唐朝武德二年（619年）复置兰州。轄境相當於今蘭州市附近。天寶、至德年間一度改為金城郡。宝应元年（762年），兰州被吐蕃所占。大中二年（848年），张义潮收复陇右十一州，不久又被党项族占据。
北宋元豐年間，恢復蘭州，管理今蘭州市、榆中縣等地。元朝屬於陕西行中書省。明代洪武年間為蘭縣。成化年間恢復蘭州，不轄縣，隶属于陕西承宣布政使司临洮府，兰州卫属陕西都指挥使司。清朝康熙五年（1666年），陕甘分治，设甘肅省，省会定于兰州，兰州自此成为甘肃的政治中心。乾隆三年（1738年），临洮府治由狄道移至兰州，改称兰州府；設皋蘭县為治所，管理今蘭州市、榆中縣、臨洮縣、靖遠縣、渭源縣、臨夏市。
| 州 | 蘭州   | 蘭州                 | 郡 | 金城郡        |
| 郡 | 金城郡 | 武始郡               | 县 | 金城县 狄道县 |
| 县 | 子城县 | 勇田县 狄道县 陽素县 | 县 | 金城县 狄道县 |

唐代兰州刺史
- 张士贵（642年—643年，都督）
- 齐善行（643年，都督）
- 李君羡（644年—646年，都督）
- 柳楷（贞观年间）
- 张允恭（？—656年，都督）
- 韦待价（671年）
- 崔知温（高宗调露前）
- 宋师将（687年）
- 周玄珪（武周长寿年间）
- 甄道一（中宗时）
- 丘承业（开元初年）
- 王景（开元年间）
- 李日周（开元年间）
- 穆固信（开元年间）
- 王思礼（755年，金城郡太守）
- 李万顷（757年，金城郡太守）[2]

宋代知蘭州軍州事
- 王文郁（1073年－？）[3]
- 李浩（神宗、哲宗時）[4]
- 种誼（哲宗時）[5]
- 折可適（哲宗時）[6]
- 王舜臣（1098年見任）[7]
- 苗履（哲宗末）[4]
- 何灌（徽宗時）[8]
- 王德（1134年）[9]
- 王宏（1161年－？）[10]

金代蘭州刺史
- 溫敦烏也（？－1161年）[10]
- 高德基（1171年－1172年）[11]
- 赤盞合喜（？－1219年）[12]

元代蘭州知州
- 姚諒（順帝時）[13]

明代蘭州知州
- 黃䇕
- 謝顯
- 孫源
- 張敏
- 姜閎
- 蘇炎
- 張天錫
- 劉中和
- 劉瑜（正德時）
- 丁璿（正德時）
- 王誥（正德時）
- 陳約（正德時）
- 郭天錫（嘉靖時）
- 王文林（嘉靖時）
- 蕭汝丹（嘉靖時）
- 張伸（嘉靖時）
- 司繼祖（嘉靖時）
- 黃性（嘉靖時）
- 李鈞（嘉靖時）
- 陳經正（嘉靖時）
- 劉尚朝（嘉靖時）
- 武鎮華（嘉靖時）
- 陳職（隆慶時）
- 劉畿（隆慶時）
- 李爵（隆慶時）
- 鄭國彥（萬曆時）
- 郝字（萬曆時）
- 劉養氣（萬曆時）
- 殷世盛（萬曆時）
- 毛鳳翼（萬曆時）
- 楊秉鐸（萬曆時）
- 鄭光祖（萬曆時）
- 張應慶（萬曆時）
- 李傳聲（萬曆時）
- 薛一鶚（崇禎時）[13]

清代蘭州知州
- 趙翀（1648年出任）
- 沈光禧（1652年出任）
- 孫奎（1658年出任）
- 吳延壽（1663年出任）
- 朱士華（1685年出任）
- 王國楧（1685年出任）
- 陸經正（1686年出任）
- 盧前驥（1690年出任）
- 李維藩（1691年出任）
- 徐文璜（1692年出任）
- 韓文燝（1696年出任）
- 姚師譽（1701年出任）
- 許國幹（1701年出任）
- 黃簡（1703年出任）
- 王國華（1704年出任）
- 王珏（1719年出任）
- 丁承堯（1720年出任）
- 蔣景濂（1726年出任）
- 張紹宗（1727年出任）
- □引年（1727年出任）
- 張典（1730年出任）
- 陳題（1731年出任）
- 張儒（1736年出任）[13]